# Кос-Коб (Коннектикут)
Кос-Коб (англ. Cos Cob) — переписна місцевість (CDP) в США, в окрузі Ферфілд штату Коннектикут. Населення — 6873 особи (2020).

## Географія
Кос-Коб розташований за координатами 41°2′55″ пн. ш. 73°35′31″ зх. д. / 41.04861° пн. ш. 73.59194° зх. д. (41.048607, -73.591839).  За даними Бюро перепису населення США в 2010 році переписна місцевість мала площу 5,67 км², з яких 5,37 км² — суходіл та 0,30 км² — водойми.

## Демографія
Згідно з переписом 2010 року, у переписній місцевості мешкало 6770 осіб у 2542 домогосподарствах у складі 1842 родин. Густота населення становила 1193 особи/км².  Було 2698 помешкань (476/км²).
Расовий склад населення:
| - 86,0 % — білих - 9,1 % — азіатів - 1,1 % — чорних або афроамериканців - 0,1 % — корінних американців - 1,5 % — осіб інших рас |

До двох чи більше рас належало 2,2 %. Частка іспаномовних становила 7,5 % від усіх жителів.
За віковим діапазоном населення розподілялося таким чином: 27,5 % — особи молодші 18 років, 59,2 % — особи у віці 18—64 років, 13,3 % — особи у віці 65 років та старші. Медіана віку мешканця становила 40,8 року. На 100 осіб жіночої статі у переписній місцевості припадало 91,4 чоловіків;  на 100 жінок у віці від 18 років та старших — 88,8 чоловіків також старших 18 років.
Середній дохід на одне домашнє господарство  становив 193 443 долари США (медіана — 142 500), а середній дохід на одну сім'ю — 221 153 долари (медіана — 161 576). Медіана доходів становила 138 846 доларів для чоловіків та 73 506 доларів для жінок. За межею бідності перебувало 3,1 % осіб, у тому числі 0,0 % дітей у віці до 18 років та 0,9 % осіб у віці 65 років та старших.
Цивільне працевлаштоване населення становило 3155 осіб. Основні галузі зайнятості: фінанси, страхування та нерухомість — 25,0 %, освіта, охорона здоров'я та соціальна допомога — 18,4 %, науковці, спеціалісти, менеджери — 17,3 %.